# Yasmin Warsame
Yasmin Abshir Warsame (Somalí: Yasmiin Abshiir Warsame, Árabe: ياسمين ابشير ارسام) (Mogadiscio, 5 de mayo de 1976) es una modelo somalí-canadiense. 
A los 15 años Warsame se mudó de Somalia a Toronto, Canadá con su familia. Estudió psicología y ciencias sociales en Seneca College. Empezó a modelar en 2002 para el catálogo de Sears. Estaba en sus veinte y tenía cinco meses de embarazo con su hijo Hamzah cuando aceptó esta sesión. En verano del 2002 se fue a París. Más tarde consiguió aparecer en Italian Vogue, fotografiada por Steven Meisel.

## Apariciones en TV
Warsame ha aparecido como jurado invitado en:
- America's Next Top Model
- Canada's Next Top Model

## Vida personal
Warsame vive en Nueva York y firmó con la agencia IMG Models.